# Illuminata (film)
Illuminata è un film del 1998 diretto da John Turturro.
È stato presentato in concorso al 51º Festival di Cannes.

## Trama
Tuccio è un commediografo che lavora per una compagnia teatrale e si trova costantemente in lotta per sopravvivere in un mondo dello spettacolo spietato e crudele. Gran parte dei suoi successi sono merito della sua compagna, Rachel, la prima attrice della compagnia. Tuttavia, il loro rapporto è segnato da gelosie e insicurezze, soprattutto da parte di Tuccio, che si sente spesso inadeguato rispetto al talento della donna. Una sera, dopo aver rappresentato un dramma ricavato da Cavalleria rusticana, Tuccio decide di mettere in scena una sua commedia originale incompleta, Illuminata, ma la performance viene stroncata dal critico Umberto Bevalaqua. Nonostante il giudizio negativo, Bevalaqua si lascia sedurre dal fascino di uno degli attori. Al contrario, la commedia riceve il sostegno di Celimene, una diva teatrale ormai in declino, ma ancora capace di riconoscere il valore del lavoro di Tuccio.